# Intrång i förvar
Intrång i förvar är ett brott enligt svensk lagstiftning. Man kan dömas för intrång i förvar om man olovligen tar sig in i någon annans kassaskåp, kassavalv eller annat som används för att låsa in saker.
Den som bryter post utan tillåtelse gör sig skyldig till brytande av posthemlighet eller intrång i förvar, 4 kap. 8 resp 9 §§ Brottsbalken.
Den som olovligen bereder sig tillgång till ett meddelande, som ett post- eller telebefordringsföretag förmedlar som postförsändelse eller telemeddelande, döms för brytande av post- eller telehemlighet till böter eller fängelse i högst två år.
Den som, utan att fall är för handen som i 8 § sägs, olovligen bryter brev eller telegram eller eljest bereder sig tillgång till något som förvaras förseglat eller under lås eller eljest tillslutet, dömes för intrång i förvar till böter eller fängelse i högst två år.